# Carl Dobler (Politiker, 1903)
Carl Dobler (* 6. August 1903 in Appenzell; † 25. November 1984 ebenda, katholisch, heimatberechtigt in Appenzell) war ein Schweizer Politiker (CVP).

## Leben
Carl Dobler wurde am 6. August 1903 in Appenzell als Sohn des Konditors Adolf Dobler geboren. Nach Absolvierung einer Lehre als Bäcker-Konditor pachtete Carl Dobler zunächst die Bäckerei im Schwarzen Adler in Appenzell, bevor er ebendort im Jahr 1941 den Goldenen Adler kaufte, worin er das Café Dobler (heute Café Fuster) eröffnete, das er bis zum Jahr 1967 führte.
Carl Dobler heiratete im Jahr 1932 Benedikta, die Tochter des Handelsmanns Josef Anton Hersche. Er verstarb am 25. November 1984 wenige Monate nach Vollendung seines 81. Lebensjahres in Appenzell.

## Politische Laufbahn
Carl Dobler, Mitglied der Katholisch-Konservativen Partei, bekleidete sein erstes politisches Amt im Jahr 1936 als Ratsherr in Appenzell. In weiterer Folge fungierte er von 1939 bis 1948 als Hauptmann des Bezirks Appenzell. Auf kantonaler Ebene amtierte er von 1963 bis 1966 als Innerrhoder Landammann. Gleichzeitig war er in der Standeskommission vertreten, in der er zuerst bis 1964 dem Sanitäts-, anschliessend dem Erziehungsdepartement vorstand. In seiner Amtszeit wurde die Planung des Oberstufenzentrums Appenzell vorgenommen. Darüber hinaus vertrat er seine Partei in den Jahren 1963 bis 1971 im Ständerat.
Daneben wirkte Dobler von 1938 bis 1947 als Präsident des kantonalen Gewerbeverbandes, von 1959 bis 1968 als Zentralpräsident des Schweizer Bäckermeisterverbandes sowie als Mitbegründer der Fachschule Richemont in Luzern. Carl Dobler trat als Interessenvertreter des Gewerbes auf.